# Ізраїльсько-шрі-ланські відносини
Ізраїльсько-шрі-ланкійські відносини — двосторонні відносини між Ізраїлем і Шрі-Ланкою.
У Шрі-Ланки є посольство в Тель-Авіві, а Ізраїль представлений в Шрі-Ланці через посольство в Нью-Делі, Індія.

## Історія
У 1958 Ізраїль відправив свого представника на Цейлон з пропозицією відкрити дипломатичне представництво в Ізраїлі, проте, ця пропозиція не була прийнята. Відносини між двома країнами були заморожені в 1970 році під тиском арабських держав. У 1983 році в Коломбо було відкрито «секцію інтересів», яка працювала при посольстві США, проте в 1990 році відносини знову були розірвані і місію евакуювали. Відносини були знову налагоджені в 2000 році, проте на цей раз Ізраїль вирішив, що буде представлений в острівній державі не-резидентним послом.
Ізраїль допомагав Шрі-Ланці перемогти організацію Тигри визволення Таміл-Іламу і надавав озброєння цій країні, включаючи бойові літаки IAI Kfir, патрульні катери Super Dvora Mk II-class patrol boat і протикорабельні ракети Gabriel.
З 2002 по 2009 роки Ізраїль міг, ймовірно, постачати зброю в Шрі-Ланку обом сторонам конфлікту в той час, як там йшла громадянська війна (1983—2011). Ці дані стали відомі в жовтні 2018 року, проте ізраїльський суд заборонив публікацію подробиць з цього питання з формулюванням «публікація цих даних стане порушенням угоди з Шрі-Ланкою про збереження секретності, завдасть шкоди безпеці Ізраїлю».
На початку 2005 року Ізраїль відправив у Шрі-Ланку кілька літаків з гуманітарними вантажами з метою допомогти державі впоратися з наслідками руйнівного цунамі.
У березні 2008 року відбулася зустріч віце-прем'єра уряду Ізраїлю, міністра закордонних справ Ципі Лівні та прем'єр-міністра Шрі-Ланки Ратнасірі Вікреманаяке. Це був перший в історії візит глави уряду острівної держави до Ізраїлю.
У 2014 році відбувся державний візит президента Шрі-Ланки Махінда Раджапакси до Ізраїлю, в ході якого він зустрівся зі своїм колегою Шимоном Пересом. Раджапакса також зустрічався з главою уряду Ізраїлю Беньяміном Нетаньягу. Було досягнуто домовленостей щодо розширення двосторонніх угод, особливо в сільськогосподарській сфері та сфері розвитку водних технологій.
У 2016 році Ізраїль став однією з країн, що відправили вантаж гуманітарної допомоги, постраждалій від повені Шрі-Ланці.